# 마카오 반환

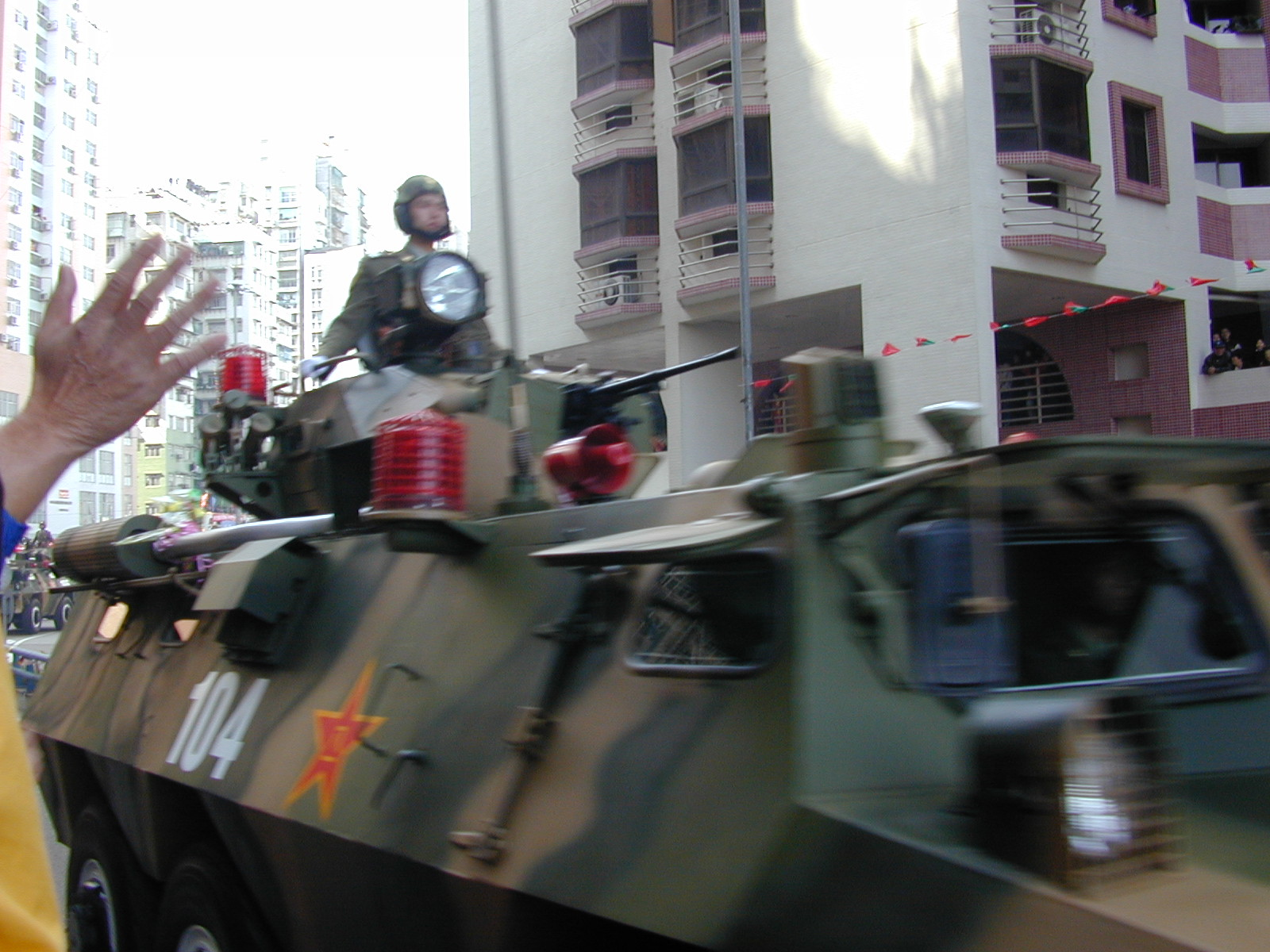

마카오 반환은 1999년 12월 20일 포르투갈이 마카오를 통치한 지 112년 만에 중화인민공화국에 이양한 날이다. 이로써 명나라 말부터 이어져 내려온 포르투갈령의 마카오는 종식되었고 1국 2체제 하의 마카오 차이나 시대가 개막됐다. 포르투갈의 마카오 총독이 있긴 했으나 포르투갈은 1849년 8월 J.M.F Do Amaral 총독이 암살되기전까지는 청에 지대를 지불해왔다. 암살된 총독은 마카오를 자유항으로 선언하였었다. 이 암살 이후 지대를 지불하지 않고 독자적으로 행동하였고 결국 청과 1862년 8월 톈진 조약 체결로 마카오 지배를 승인 받으나 청의 비준 거부가 있었다. 결국 1887년 12월에 베이징 조약을 통해 청은 마카오와 그 부속지역을 영구히 포르투갈이 점유, 지배하는 것에 동의 하게 된다. 1997년 영국이 홍콩을 이양한 뒤 유럽의 마지막 아시아 영토였던 마카오의 반환으로 서구 열강의 아시아 시대는 완전히 막을 내렸다.

## 경과
중화인민공화국 광둥성의 주장 삼각주 남단에 위치한 마카오는 포르투갈 상인들이 1557년 해적을 소탕한 공로를 인정받아 명나라 황제로부터 하사받아 건설됐다. 1887년 정식 식민지로 편입했고 1951년 포르투갈 새 헌법에 따라 해외주가 된 후 본국 정부가 임명하는 총독의 통치를 받았으며 1973년 자치령이 됐다. 포르투갈이 중화인민공화국에 마카오 양도 용의를 처음 표명한 것은 1974년 독재 정권을 붕괴시킨 카네이션 혁명을 겪고 나서였다. 그 후 중화인민공화국과 포르투갈 양국은 1979년 외교 관계를 수립했고 1987년 중화인민공화국-포르투갈 공동선언에 서명했다.
마카오 주권 교체식은 12월 19일 밤 11시 35분부터 12월 20일 0시 16분까지 지마카오 외항 신전해(新塡海) 구 문화센터 광장에 임시로 설치된 식장에서 세계 60개국에서 온 귀빈 2,500여 명이 지켜보는 가운데 진행됐다. 20일 0시, 주권 교체식장에서 중국 공산당 장쩌민 국가주석과 조르제 삼파이우 포르투갈 대통령 등 양국 고위급 인사가 지켜보는 가운데 포르투갈 국기가 내려지고 중국 공산당기가 게양됐다. 마카오는 중국 대륙과의 일국양제(一國兩制) 합의에 따라 50년간 자치권을 행사하게 됐다. 중화인민공화국은 이날을 임시 공휴일로 지정했다.

## 같이 보기
- 마카오